# Agent X 27
Pour les articles homonymes, voir AgentX.
Pour plus de détails, voir Fiche technique et Distribution.
Agent X 27 (Dishonored)  est un film d'espionnage américain réalisé par Josef von Sternberg et sorti en 1931. Il s'agit du troisième film tourné par Marlene Dietrich et Josef von Sternberg après L'Ange Bleu (1929) et Morocco (1930). Chronique de la vie et de l'action d'une jeune femme agent secret pendant la Première Guerre mondiale, ce film s'inspire de la vie de Mata-Hari.

## Synopsis
L'histoire s'ouvre en 1915 dans les rues de Vienne, en Autriche dans une Europe déchirée par la Première Guerre mondiale. Le cadavre d'une prostituée est retiré par les autorités d'un immeuble d'habitation du quartier chaud et l'on conclut à un cas de suicide. Marie Kolverer, une autre prostituée, reçoit un avertissement de la part du concierge, l'informant qu'elle est destinée à subir le même sort. Elle lui rétorque alors qu'elle n'a pas peur et cette remarque est entendue par le chef des services secrets autrichiens, qui l'invite à monter dans son appartement. Supposant que l'homme âgé souhaite s'offrir ses faveurs charnels, elle découvre en lui un compagnon de discussion qui s'intéresse à sa vie. Il apprend que Marie est une veuve de guerre, ainsi qu'une pianiste accomplie, et qu'elle est très attachée à son chat noir de compagnie.
Désirant tester sa loyauté, il se fait passer pour un agent étranger et à sa grande satisfaction, en quittant sa demeure, elle alerte discrètement un agent de police. Informé de la réelle identité de son client, il l'invite à le revoir au quartier général des services secrets. Dans le bureau du chef, il explique à Marie que les forces militaires autrichiennes ont subi de terribles pertes en raison d'une fuite d'informations sur leurs positions terrestres. Pour endiguer cela, ses agents sont à la recherche d'une femme séduisante qui pourrait servir d'agent secret pour aider à démasquer l'homme qu'il pense être le traître. Ses soupçons pèsent sur le colonel von Hindau, qui est attaché au chef d'état-major de l'armée autrichienne. Elle accepte l'offre, tout en faisant remarquer qu'elle ne le fera pas pour de l'argent mais par patriotisme. Elle est alors enrôlée dans les services secrets en tant qu'agent X-27.
Pendant sa première mission, elle attire l'attention de Hindau lors d'un bal masqué et se fait inviter dans son appartement privé. Durant sa fausse séduction, le chef passe un appel téléphonique à Hindau, exigeant qu'il s'absente brièvement afin de laisser X-27 libre de fouiller dans ses affaires personnelles. Lorsque le majordome de la maison mentionne que Hindau ne fume pas, elle se souvient que l'homme que Hindau a déposé en rentrant du bal lui a donné une cigarette. Retrouvant la cigarette, elle découvre qu'il s'agit d'un cylindre contenant un message secret. Le colonel revient à ce moment-là de son coup de fil et découvre que sa couverture est compromise. Il présente ses compliments à X-27, récupère son revolver de service et se suicide. Le message secret conduit X-27 dans un casino, où elle trouve l'homme qui avait donné la cigarette à Hindau, qui s'avère être le colonel Kranau, un espion russe. Ils flirtent un peu mais sentant le danger, il s'échappe. Lorsque X-27 rapporte son échec, le chef lui ordonne de se désengager de cette mission, affirmant que Kranau est trop intelligent pour être piégé par une femme.
Plus tard dans la nuit, l'espion russe s'introduit dans l'appartement de X-27 alors qu'elle joue bruyamment du piano et découvre les ordres de sa prochaine mission qui est de survoler la frontière polonaise pour s'infiltrer dans le quartier général de l'armée russe et obtenir le calendrier d'une offensive militaire imminente. Il vide alors son pistolet et désactive le téléphone avant de la confronter. Ils flirtent encore un peu avant que X-27 ne traite Kranau de clown, ce à quoi il répond qu'il est un soldat qui traverse parfois les lignes ennemies et s'engage dans des subterfuges, alors qu'elle utilise sa sexualité pour tromper les hommes dans la mort. Elle tente de le retarder par un baiser mais il préfère s'enfuir plutôt que de risquer de tomber amoureux d'une diablesse. Plus tard, X-27 se rend derrière les lignes ennemies, accompagnée de son chat noir, déguisée en paysanne écervelée et se fait engager comme femme de chambre dans les quartiers des officiers russes. Elle séduit rapidement un officier supérieur, le colonel Kovrin, avec de l'alcool et des jeux érotiques. Elle obtient les plans top secrets de l'attaque, qu'elle recopie dans un code qui ressemble à la partition d'une composition musicale. Kranau, qui est en poste dans les quartiers, observe le chat noir de X-27 qui rôde dans le couloir, l'avertissant de sa présence. Après une brève poursuite, il le capture et découvre la partition. Lorsqu'il interprète le morceau atonal au piano, il réalise qu'il s'agit d'un code et s'empresse de brûler la partition, persuadé d'avoir déjoué la mission de X-27, qui est enfermée dans une cellule.
Kranau informe X-27 qu'elle sera mise à mort le lendemain matin pour espionnage mais il finit par se rendre compte qu'il est tombé amoureux d'elle. Après avoir passé la nuit ensemble, X-27 parvient à droguer Kranau et à s'échapper de prison puis se rend en Autriche. Elle avait mémorisé la notation musicale codée lorsque Kranau l'a jouée, et elle est donc capable de reconstituer les plans. Armés de ces informations, les Autrichiens écrasent l'offensive russe. Des milliers de soldats russes sont ainsi capturés, dont Kranau. Lorsque les agents des services secrets autrichiens, en présence de X-27, examinent les prisonniers, Kranau est identifié comme l'agent H-14 et placé en détention. X-27 prétend ne pas le connaître mais demande à être autorisée à l'interroger en privé, pour en apparence obtenir des informations précieuses avant qu'il ne soit sommairement exécuté. Ne voulant pas voir son amant perdre la vie, elle lâche accidentellement son arme, ce qui lui permet de s'échapper. Elle est alors arrêtée et reconnue coupable de trahison puis condamnée à mort.
Alors qu'elle attend l'heure de son exécution, Marie fait deux demandes à un moine qui lui rend visite. Elle souhaite qu'on lui fournisse un piano dans sa cellule et qu'on lui permette de porter les vêtements dans lesquels elle a servi, non pas son pays mais ses compatriotes, c'est-à-dire ceux qu'elle portait en tant que prostituée. Les deux demandes sont acceptées et devant le peloton d'exécution, Marie refuse qu'on lui bande les yeux. 
Après un court délai causé par une protestation futile d'un jeune officier, elle est fusillée sommairement.

## Fiche technique
- Titre original : Dishonored
- Titre français : Agent X 27
- Réalisation : Josef von Sternberg

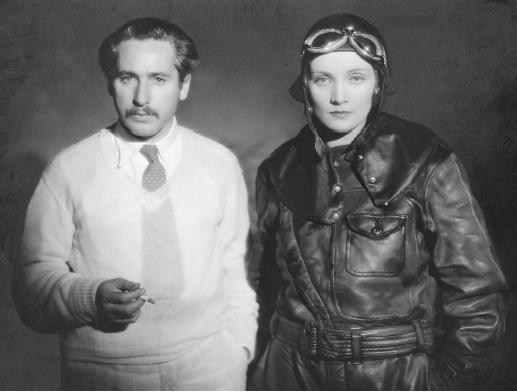
Le réalisateur Josef von Sternberg et Marlene Dietrich.

- Scénario : Daniel Nathan Rubin (en) d'après une histoire de Josef von Sternberg
- Direction artistique : Hans Dreier
- Costumes : Travis Banton
- Photographie : Lee Garmes
- Montage : Josef von Sternberg (non crédité)
- Musique : Karl Hajos et Herman Hand (non crédités)
- Production : Paramount Pictures
- Pays de production :  États-Unis
- Langue : anglais
- Format : Noir et blanc - 35 mm - 1,37:1 - son mono (Western Electric Noiseless Recording)
- Genre : Mélodrame
- Durée : 91 minutes
- Dates de sortie :
  - États-Unis : 5 mars 1931 (première à New York)
  - États-Unis : 4 avril 1931 (sortie nationale)

## Distribution
- Marlene Dietrich : Marie Kolverer alias X 27
- Victor McLaglen : le lieutenant Kranau
- Lew Cody : le colonel Kovrin
- Gustav von Seyffertitz : le chef des services secrets
- Warner Oland : le général von Hindau
- Barry Norton : le jeune lieutenant
- Davison Clark : le président de la cour martiale
- Wilfred Lucas : le général Dymov
- George Irving (non crédité) : un contact au café

## Distinctions
- Oscars 1932 : Meilleur son pour le département son du studio Paramount[1].

## Accueil

### À la sortie du film
« De Miss Dietrich, la seule chose qu'on puisse dire est qu'une fois de plus elle apporte la preuve que son accession rapide au vedettariat n'est due ni à la chance, ni à un concours de circonstances, ni à la publicité. Même si certains doutent encore de ce savoir-faire auxquels tant de critiques attachent un si grand prix, il est incontestable que son indifférence entachée d'ironie, sa nonchalance apparente et, disons-le carrément, son sex-appeal, font d'elle une des grandes figures du cinéma. »

— Richard Watts Jr.

### Depuis
« Marlene prostituée, costumée pour un bal masqué, déguisée en servante ou se préparant à la mort, est fascinante de bout en bout, même si cette histoire d'espionnage paraît tout aussi invraisemblable que les exploits de Marthe Richard. »
« Le goût et le talent de Sternberg qui parvient à transcender une histoire banale et la transformer en œuvre d'art sont admirables. L'usage qu'il fait des transitions pour raccorder les séquences est une remarquable réussite ; il en abuse, malheureusement. Son optique symbolique - lui-même en nie l'existence - est aussi fascinante maintenant qu'elle l'était à l'époque, en dépit de ce qu'elle peut avoir de désordonné et d'artificiel. Dietrich, en paysanne russe, est une réussite. Marlène s'efface derrière un personnage aux joues rondes, un peu épais, qui rit à tout propos. Ce rôle offrait à Marlène une gamme de possibilités beaucoup plus vaste que celles que lui avait proposées jusque-là Sternberg. Elle ne créait pas seulement des états d'âme, elle se laissait modeler par eux. Dans ce film, Marlène est un personnage “à facettes”. »
« Sternberg utilise cette histoire rocambolesque pour nous montrer Dietrich dans des accoutrements toujours surprenants et provocants. (...) C'est une sorte de festival Dietrich, magnifiquement photographié par Sternberg. Il y a de la fin d'une scène au début de la suivante des surimpressions d'une longueur et d'une beauté à couper le souffle. L'histoire est complètement oubliée ; on demeure abasourdi par la performance de Dietrich en ce qui concerne le jeu et de Sternberg pour ce qui est de la mise en scène. »
« Pour avoir une idée de ce que pouvait être la direction d'acteur de Sternberg, que l'on se souvienne de Victor McLaglen, soudard braillard dans tant de films de John Ford, devenu dans X 27, officier russe à l'impeccable maintien aristocratique... »
Sur la dernière scène : 
- « Les images finales de l'exécution sont parmi les plus belles des films de Sternberg[3]. »
- « La scène la plus étonnante de ce film est peut-être la scène finale[6]. »

Maximilian Schell, dans le documentaire Marlène qu'il consacre à l'actrice, questionne Dietrich sur cette scène finale que lui juge plutôt réussie. A son étonnement, elle répond trouver cela kitch !

## Autour du film
- Dietrich ne chante pas dans ce film, contrairement aux deux précédents de von Sternberg.

- Le tournage du film incita le studio rival, la MGM, à mettre en production Mata Hari avec Greta Garbo[7], long métrage qui sortira à la fin de cette même année 1931 aux États-Unis.